# Aeropuerto Internacional Cyril E. King
El Aeropuerto Internacional Cyril E. King (IATA: STT, OACI: TIST, FAA LID: STT) es un aeropuerto público ubicado a 3 km (dos millas) al oeste del distrito central de negocios de Charlotte Amalie en la isla de Santo Tomás en las Islas Vírgenes de los Estados Unidos. Actualmente es el aeropuerto más transitado de las Islas Vírgenes de los Estados Unidos y uno de los más transitados del Caribe oriental, y atendió a 1,403,000 pasajeros desde julio de 2015 hasta junio de 2016. El aeropuerto también sirve a la isla de San Juan y, además, lo utilizan a menudo quienes viajan a las cercanas Islas Vírgenes Británicas.
Aunque no se requieren pasaportes para los ciudadanos estadounidenses que visitan las Islas Vírgenes de los Estados Unidos desde otras jurisdicciones de los Estados Unidos, todos los pasajeros con destino a los Estados Unidos continentales y Puerto Rico deben pasar por el control de la oficina de Aduanas y Protección Fronteriza de los Estados Unidos  antes de abordar su vuelo. Los aviones privados pueden utilizar la autorización previa de CBP o llegar a los Estados Unidos continentales o Puerto Rico como llegada internacional.
El aeropuerto opera una pista principal de 2134 m × 46 m (7000 pies × 150 pies) de largo. La terminal opera 11 puertas.

## Instalaciones y aviones

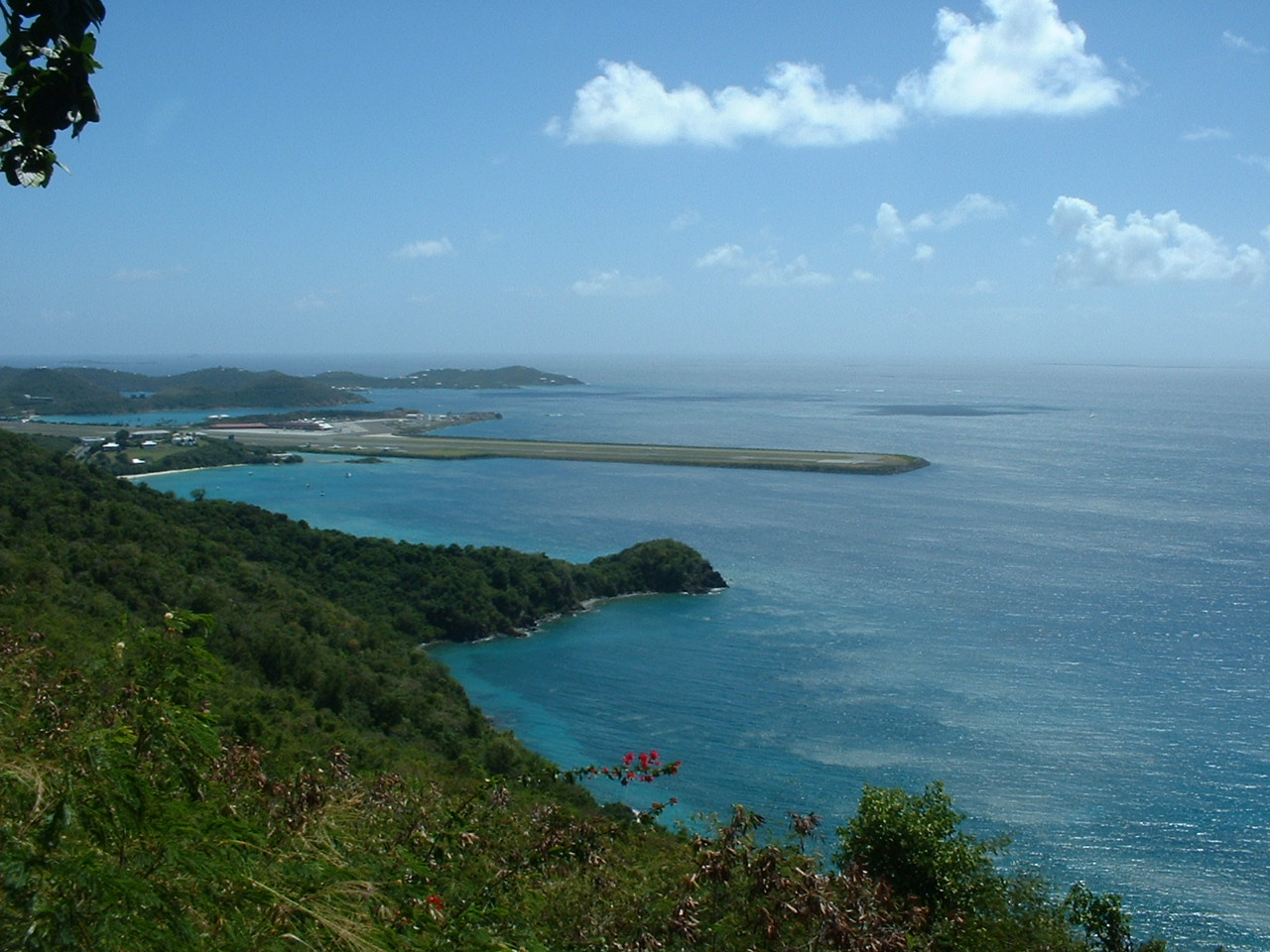
Aeropuerto de Cyril E. King desde una observación lejana

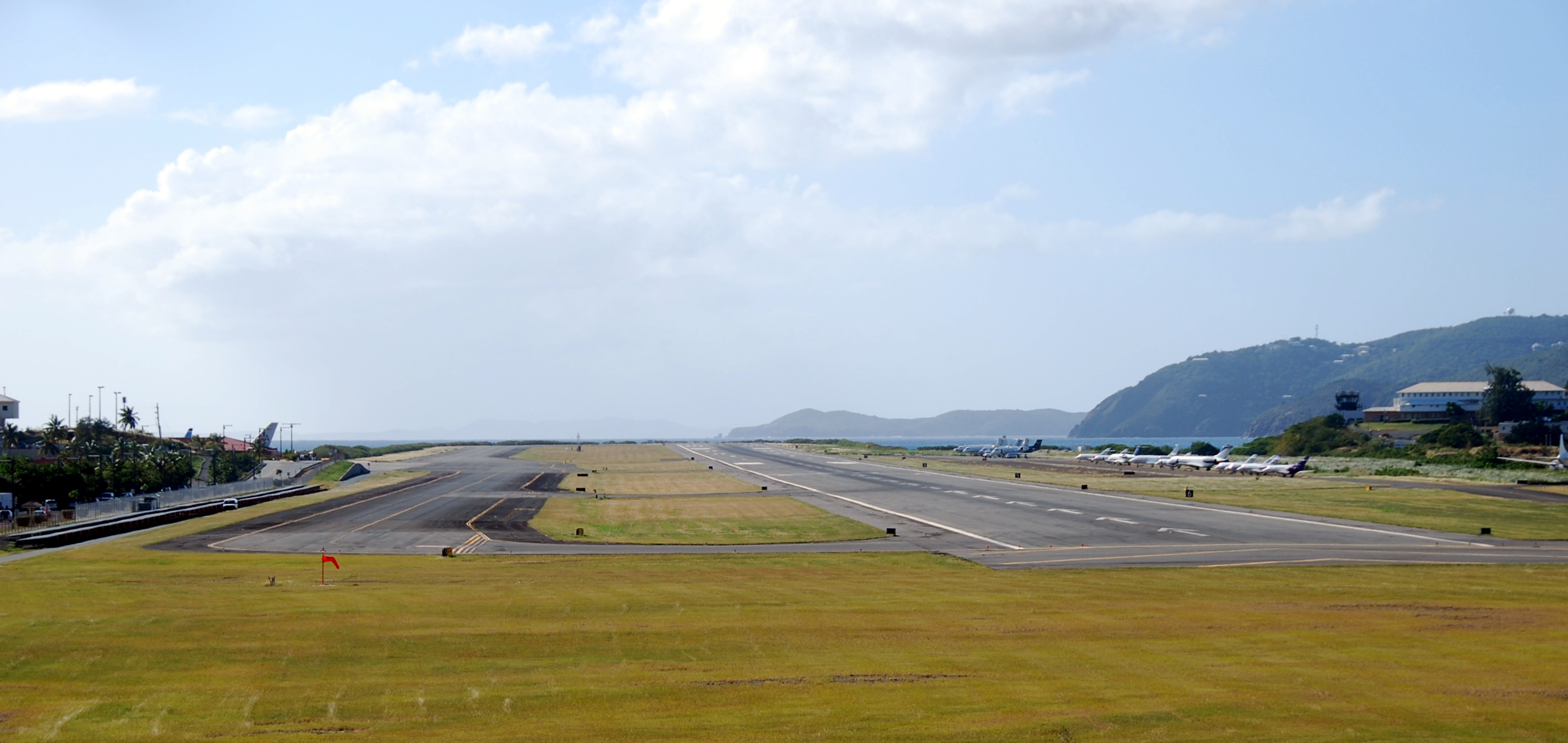
Aeropuerto de Cyril E. King runway & taxiway.

El Aeropuerto Cyril E. King cubre un área de 280 acres (113 hectáreas), que contiene un asfalto pavimentado de la pista (10/28). Su tamaño es de 7.000x150 pies (2.134 x 46 m). Durante el periodo de 12 meses que terminó el 31 de enero de 2008, el aeropuerto tuvo 84.273 operaciones de aeronaves, un promedio de 230 por día: 50% de taxi aéreo, el 15% comerciales programados, el 33% de la aviación general y el 1% militar. Durante el mismo período, había 84 aeronaves con base en este aeropuerto: 57% del multi-motor, 37% de único motor, el 5% helicópteros y el 1% ultraligeros.

## Aerolíneas y destinos

### Pasajeros
| Aerolíneas           | Destinos |
| -------------------- | --- |
| American Airlines    | Charlotte, Dallas/Fort Worth, Filadelfia, Miami, Nueva York–JFK Estacional: Chicago–O'Hare                                         |
| Cape Air             | Anguila, Nieves, San Bartolomé (inicia el 13 de octubre de 2025), San Cristóbal, Santa Cruz, San Juan, Vieques Estacional: Tórtola |
| Delta Air Lines      | Atlanta Estacional: Boston (reinicia el 20 de diciembre de 2025), Nueva York–JFK                                                   |
| Fly The Whale        | Santa Cruz |
| Frontier Airlines    | San Juan |
| JetBlue Airways      | San Juan Estacional: Boston |
| Sky High             | Santo Domingo–Las Américas |
| Southwest Airlines   | Baltimore (inicia el 7 de febrero de 2026), Orlando (inicia el 5 de febrero de 2026)                                               |
| Spirit Airlines      | Fort Lauderdale, Orlando |
| Sun Country Airlines | Estacional: Mineápolis/St. Paul |
| Tradewind Aviation   | San Bartolomé |
| United Airlines      | Houston–Intercontinental, Newark, Washington–Dulles Estacional: Chicago–O'Hare                                                     |
| VI Airlink           | Anegada, Tórtola |

### Carga
| Aerolíneas         | Destinos                 |
| ------------------ | ------------------------ |
| Air Cargo Carriers | Dominica–Douglas-Charles |
| DHL Aviation       | San Juan                 |
| FedEx Express      | San Juan                 |

## Accidentes
El 28 de diciembre de 1970, Trans Caribbean Airways vuelo 505 hizo un aterrizaje forzoso y se fue corriendo al lado de la pista. Dos de los 48 pasajeros murieron en el posterior incendio.
El 27 de abril de 1976, American Airlines Vuelo 625 se salió del final de la pista, matando a 37 de los 88 a bordo del avión.
El 30 de diciembre de 2003, Douglas DC-3C N781T de Tol-Servicios Aéreos fue dañado sustancialmente cuando el tren de aterrizaje de estribor se derrumbó en el aterrizaje.
El 19 de julio de 2006, DC-3C N782T Douglas de Tol-Servicios Aéreos, cayó en el mar frente a Charlotte Amalie después de un fallo de motor poco después de despegar del Aeropuerto Cyril E. King. Las cuatro personas a bordo lograron escapar gracias a que el avión estuvo flotando durante 10 minutos antes de hundirse. El avión está ahora a 100 pies (30 m) de profundidad en el agua y es un sitio de buceo.